# شيخ عظيملو
شيخ‌ عظيملو هي قرية في مقاطعة مشكين شهر، إيران. يقدر عدد سكانها بـ 262 نسمة بحسب إحصاء 2016.